# Zwarte trilzwam
De zwarte trilzwam (Exidia nigricans, synoniemen: Exidia glandulosa ss. Fries, Exidia plana ) is een schimmel behorend tot de familie Auriculariaceae. De zwarte trilzwam komt voor in Noord-Amerika en Europa op dood loofhout. Ze is niet giftig. De zwarte trilzwam kan verwisseld worden met de eikentrilzwam (Exidia glandulosa) en Exidia pithya.

## Kenmerken

### Macroscopische kenmerken
De donkersepiakleurige tot zwarte vruchtlichamen voelen gummieachtig-gelatineus aan. De jonge vruchtlichamen zijn rond en groeien in groepjes, bij het ouder worden vloeien ze samen en liggen ze vlak op het hout. Ze vormen dan een tot 30 × 5–6 cm grote en 5 × 20 mm dikke laag. Het uiterlijk heeft een onregelmatige, hersenachtige, geplooide structuur. Het vettig glanzende oppervlak is met kleine, soms alleen maar met een loep waarneembaar, klierwratjes bedekt. Ingedroogde vruchtlichamen vormen een dunne, zwarte korst en zwellen bij voldoende vocht weer op tot de oorspronkelijke grootte. De spore-afdruk is wit.

### Microscopische kenmerken
De elliptische, dwars gesepteerde basidiën zijn 15–25 × 8–13 micrometer. De worstvormige sporen zijn 14–19 × 4,5–5,5 µm groot. Ze zijn kleurloos, glad en vertonen in een jodiumoplossing geen verkleuring. Er worden ook conidiën gevormd. De sporen worden het hele jaar door gevormd, maar de meeste in de late herfst.

## Vergelijkbare soorten
De zwarte trilzwam wordt vaak met Exidia glandulosa verwisseld. Exidia glandulosa vormt echter meestal alleenstaande, puntvormige vruchtlichamen. Ze zijn microscopisch niet te onderscheiden van elkaar, alleen door DNA-onderzoek.
Exidia pithya komt alleen op naaldhout voor en op de kleinere, vlakkere en gladdere vruchtlichamen zitten maar weinig wratjes.
De vruchtlichamen van de bruine trilzwam (Tremella foliacea) hebben gewoonlijk een warmere, lichtere bruine kleur, maar kunnen soms ook donkersepia tot zwart zijn. De vruchtlichamen hebben gewoonlijk de vorm van een blad, maar kunnen ook galvormig zijn. Ze hebben nooit wratjes of puntjes op het oppervlak. Het is een veel voorkomende schimmel en komt zowel op loofhout als naaldhout voor.

## Verspreiding
De zwarte trilzwam leeft als een saprofyt op en in dood loofbomenhout, zowel op dode takken nog aan de boom als op de grond liggende takken. De sporenvorming vindt het gehele jaar plaats, maar met het zwaartepunt in de late herfst.

## Classificatie
De soort werd oorspronkelijk in 1776 door William Withering in England als Tremella nigricans beschreven naar een in 1741 gemaakte tekening door Johann Jacob Dillen. Later werd het als een synoniem van Exidia glandulosa beschouwd tot Marinus Anton Donk in 1966 de soortbeschrijvingen opnieuw bewerkte en het als synoniem met Exidia plana indeelde.
Door veranderingen van de officiële beschrijvingsdatum van de wetenschappelijke schimmelnomenclatuur werd de naam Exidia plana niet langer toegelaten en werd Exidia nigricans de oudste wetenschappelijke naam van de zwarte trilzwam.
De uit het Latijn stammende soortaanduiding nigricans betekent „zwart“, „donker“.
De soortaanduiding plana duidt op de platte structuur van de vruchtlichamen. (latijn „plana“: „vlak“).